# Georges Louis Duvernoy
Georges Louis Duvernoy (ur. 6 sierpnia 1777 w Montbéliard, zm. 1 marca 1855 w Paryżu) – francuski lekarz, przyrodnik i zoolog. Profesor w Collège de France, pracował wraz z Cuvierem nad anatomią porównawczą kręgowców.